# Raffaele Ottani
Raffaele Ottani (Bologna, 28 aprile 1886 – Bologna, 7 novembre 1978) è stato un politico italiano.

Raffaele Ottani (a destra) con il giornalista Raimondo Manzini.

Fece parte del consiglio comunale di Bologna tra il 1923 e il 1925 per il Partito Popolare, e dal 1945 al 1952 per la Democrazia Cristiana, di cui fu senatore nella prima legislatura della Repubblica (1948-1953).